# Codon royenii
Codon royenii là loài thực vật có hoa trong họ Mồ hôi. Loài này được L. mô tả khoa học đầu tiên năm 1767.